# Окамото Куміко
Окамото Куміко (нар. 19 лютого 1965) — колишня японська тенісистка.
Найвищу одиночну позицію світового рейтингу — 75 місце досягла 24 квітня 1989, парну — 124 місце — 11 квітня 1988 року.
Здобула 4 одиночні та 2 парні титули туру ITF.
Найвищим досягненням на турнірах Великого шолома було 3 коло в одиночному розряді.
Завершила кар'єру 1992 року.

## Фінали Туру WTA

### Одиночний розряд (1 перемога)
| Перемога — Легенда                  |
| ----------------------------------- |
| Турніри Великого шолома (0–0)       |
| Турніри Туру WTA (0–0)              |
| Tier I (0–0)                        |
| Tier II (0–0)                       |
| Tier III (0–0)                      |
| Tier IV (0–0)                       |
| Tier V (1–0)                        |
| Вірджинія Слімс, Avon та інші (0–0) |

| Результат | W/L | Дата     | Турнір             | Покриття | Суперниця       | Рахунок  |
| --------- | --- | -------- | ------------------ | -------- | --------------- | -------- |
| Перемога  | 1.  | Кві 1989 | Japan Open, Японія | Тверде   | Елізабет Смайлі | 6–4, 6–2 |

## Фінали ITF

### Одиночний розряд (4–2)
| Легенда          |
| ---------------- |
| турніри $100,000 |
| турніри $75,000  |
| турніри $50,000  |
| турніри $25,000  |
| турніри $10,000  |

| Результат | Ранг | Дата              | Турнір                   | Покриття | Суперниця           | Рахунок       |
| --------- | ---- | ----------------- | ------------------------ | -------- | ------------------- | ------------- |
| Перемога  | 1.   | 18 листопада 1984 | Куросіо, Японія          | Тверде   | Черіл Джонс         | 6-2, 4-6, 6-2 |
| Перемога  | 2.   | 28 квітня 1985    | Гатфілд, Велика Британія | Тверде   | Даніела Мойсе       | 6-4, 6-2      |
| Перемога  | 3.   | 5 травня 1985     | Саттон, Велика Британія  | Тверде   | Елна Рейнах         | 6-4, 6-7, 6-2 |
| Поразка   | 4.   | 20 листопада 1985 | Мацуяма, Японія          | Тверде   | Нанетте Шутте       | 4-6, 1-6      |
| Поразка   | 5.   | 11 травня 1986    | Борнмут, Велика Британія | Ґрунт    | Наташа Звєрєва      | 2-6, 6-4, 5-7 |
| Перемога  | 6.   | 12 жовтня 1986    | Кофу, Японія             | Тверде   | Мішелл Джаггерд-Лай | 7-6, 6-0      |

### Парний розряд (2–4)
| Результат | Ранг | Дата             | Турнір                                    | Покриття | Партнерка     | Суперниці                            | Рахунок       |
| --------- | ---- | ---------------- | ----------------------------------------- | -------- | ------------- | ------------------------------------ | ------------- |
| Перемога  | 1.   | 7 серпня 1983    | Ортізеї, Італія                           | Ґрунт    | Окаґава Еміко | Ана Алманса Патріція Мурго           | 7-6, 1-6, 6-3 |
| Поразка   | 2.   | 14 серпня 1983   | Сецце, Італія                             | Ґрунт    | Окаґава Еміко | Кеті Драрі Еллінор Лайтбоді          | w/o           |
| Перемога  | 3.   | 21 серпня 1983   | Гехінген (Цоллернальб), Західна Німеччина | Ґрунт    | Окаґава Еміко | Джо Луїс Лоррейн Ґрейсі              | 6-2, 6-0      |
| Поразка   | 4.   | 12 жовтня 1986   | Кофу, Японія                              | Тверде   | Наоко Сато    | Белінда Кордвелл Мішелл Джаггерд-Лай | 2-6, 6-7      |
| Поразка   | 5.   | 11 жовтня 1987   | Кофу, Японія                              | Тверде   | Наоко Сато    | Їда Ей Акемі Нісія                   | 5–7, 2–6      |
| Поразка   | 6.   | 8 листопада 1987 | Саґа, Японія                              | Тверде   | Наоко Сато    | Їда Ей Кідовакі Мая                  | 6-7, 6-3, 7-9 |